# Confesión (película)
Confesión es una película argentina en blanco y negro dirigida por Luis José Moglia Barth según guion de Hugo Mac Dougall y Homero Manzi inspirados en el tango "Confesión" de Enrique Santos Discépolo y Luis César Amadori que se estrenó el 23 de octubre de 1940 y que tuvo como protagonistas a Hugo del Carril, Alberto Vila, Alita Román, Miguel Gómez Bao y Ana María Lynch. La película contó con la dirección musical de Mario Maurano con la orquesta típica de Ricardo Malerba.

## Sinopsis
Las andanzas de un grupo de músicos y el romance con uno de ellos de una mujer que sueña triunfar.

## Reparto
Colaboraron en el filme los siguientes intérpretes:
- Hugo del Carril...	Ricardo Morales
- Alberto Vila...Ernesto
- Alita Román	...Elena Reyes
- Miguel Gómez Bao	...Director
- Ana María Lynch...Anita
- Max Citelli	...	Adiestrador de gallinas
- Pablo Cumo
- César Fiaschi...Cernadas
- Pedro Fiorito...Zorzal
- Celia Geraldy	... 	Mujer en boite
- Iris Martorell...	Sra. Bevilacqua
- Herminia Mas...Mujer en tren
- José Otal...Maldonado
- Sara Prósperi...	Mujer en juego de cartas
- Juan Miguel Velich
- Oscar Villa...Paulo
- Ernesto Villegas...	Néstor
- Jorge Villoldo	... 	Carrero
- René Cossa

## Comentarios
El crítico Roland escribió que se trataba de "una película de sabor netamente popular...destinada a los sectores más vastos y menos exigentes" y para La Nación "cumple su objetivo de entretener y hacer reír al auditorio".